# Beryl Burton
Pour les articles homonymes, voir Burton.
Beryl Burton, née Charnock, est une coureuse cycliste anglaise, née le 12 mai 1937 à Leeds, et morte prématurément le 5 mai 1996 d'un arrêt cardiaque sur son vélo, près de Morley dans le West Yorkshire. 

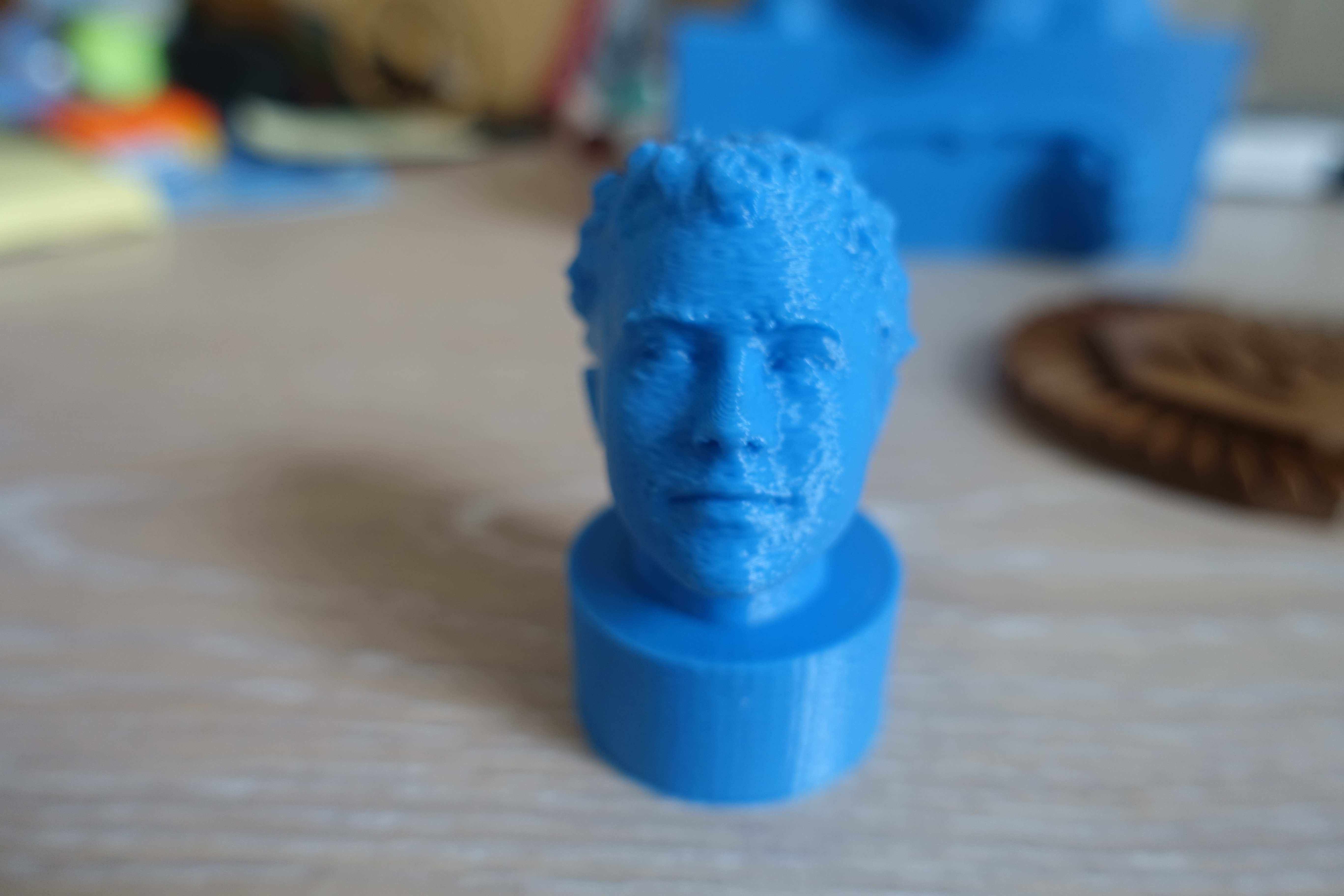
Buste 3D de Beryl Burton. Septembre 2024.

## Biographie
Beryl Burton se marie à 17 ans.
Son sponsor est Ron Kitching durant la plus grande partie de sa carrière. Plusieurs fois fauchée par des voitures sur les routes de Grande-Bretagne, elle reste la première grande cycliste féminine reconnue. Elle domine les premiers championnats du monde sur piste ouverts aux femmes, en décrochant cinq titres mondiaux en poursuite en 1959, 1960, 1962, 1963 et 1966. Sa grande rivale est la Belge Yvonne Reynders, titrée dans les trois éditions où la Britannique n'a pas triomphé. Aux mondiaux de poursuite, Burton a également récolté trois médailles d'argent (1961, 1964 et 1968) et quatre médaillés de bronze (1967, 1970, 1971 et 1973). Elle est également double championne du monde sur route en 1960 et 1967. Elle est invitée à courir au Grand Prix des Nations masculin de 1968 (elle courut les 73,5 km à la moyenne de 42 km/h, et fut surnommée alors La Dame à la bicyclette par Jean Bobet). En 29 ans de carrière, elle participa à 122 championnats nationaux, de 1957 à 1986, et en remporta 73 entre 1958 et 1977. Le vélo club de Morley organise en son honneur le Beryl Burton Trophy depuis 1999. 
Sa fille Denise est championne britannique sur route en 1976 (devant sa mère) et vice-championne en 1973 et 1975. Ainsi, mère et fille participèrent de concert à quelques compétitions mondiales. En 1964, Beryl Burton est la première cycliste à recevoir l'Ordre de l'Empire britannique. Elle meurt en 1996 à 58 ans des suites d'un problème cardiaque qui l'avait accompagnée pendant une grande partie de sa carrière sportive. Un jardin commémoratif portant son nom, le Beryl Burton memorial garden, lui est dédié dans sa ville de Morley. Elle est admise en 2009 au British Cycling Hall of Fame.

## Palmarès sur route
| - 1957 - 2e du championnat britannique du 100 miles - 1958 - Championne britannique du 100 miles - Championne britannique du 50 miles - Championne britannique du 25 miles - 1959 - Championne britannique sur route - Championne britannique du 100 miles - Championne britannique du 50 miles - Championne britannique du 25 miles - 5e du championnat du monde sur route - 1960 - Championne du monde sur route - Championne britannique sur route - Championne britannique du 100 miles - Championne britannique du 50 miles - Championne britannique du 25 miles - 1961 - Championne britannique du 100 miles - Championne britannique du 50 miles - Championne britannique du 25 miles - 2e du championnat du monde sur route - 2e du championnat britannique sur route - 1962 - Championne britannique du 100 miles - Championne britannique du 25 miles - 8e du championnat du monde sur route - 1963 - Championne britannique sur route - Championne britannique du 50 miles - Championne britannique du 25 miles - 1964 - Championne britannique du 100 miles - Championne britannique du 50 miles - Championne britannique du 25 miles - 10e du championnat du monde sur route - 1965 - Championne britannique sur route - Championne britannique du 50 miles - 1966 - Championne britannique sur route - Championne britannique du 100 miles - Championne britannique du 50 miles - Championne britannique du 25 miles - 5e du championnat du monde sur route - 1967 - Championne du monde sur route - Championne britannique sur route - Championne britannique du 100 miles - Championne britannique du 50 miles - Championne britannique du 25 miles - 1968 - Championne britannique sur route - Championne britannique du 100 miles - Championne britannique du 50 miles - Championne britannique du 25 miles | - 1969 - Championne britannique du 50 miles - Championne britannique du 25 miles - 1970 - Championne britannique sur route - Championne britannique du 100 miles - Championne britannique du 50 miles - Championne britannique du 25 miles - 1971 - Championne britannique sur route - Championne britannique du 100 miles - Championne britannique du 50 miles - Championne britannique du 25 miles - 9e du championnat du monde sur route - 1972 - Championne britannique sur route - Championne britannique du 50 miles - Championne britannique du 25 miles - 5e du championnat du monde sur route - 1973 - Championne britannique sur route - Championne britannique du 100 miles - Championne britannique du 50 miles - Championne britannique du 25 miles - 8e du championnat du monde sur route - 1974 - Championne britannique sur route - Championne britannique du 100 miles - Championne britannique du 50 miles - Championne britannique du 25 miles - Les Journées Havro-Cauchoises : - Classement général - 5e étape - 5e du championnat du monde sur route - 1975 - Championne britannique du 100 miles - Championne britannique du 50 miles - Championne britannique du 25 miles - 1976 - Championne britannique du 50 miles - Championne britannique du 25 miles - 3e étape des Journées Havro-Cauchoises - 2e du championnat britannique sur route - 3e des Journées Havro-Cauchoises - 1977 - Championne britannique du 50 miles - Championne britannique du 25 miles |

## Palmarès sur piste
| - 1959 - Championne du monde de poursuite - 1960 - Championne du monde de poursuite - Championne britannique de poursuite - 1961 - Championne britannique de poursuite - 2e du championnat du monde de poursuite - 1962 - Championne du monde de poursuite - 1963 - Championne du monde de poursuite - Championne britannique de poursuite - 1964 - 2e du championnat du monde de poursuite - 1965 - Championne britannique de poursuite - 1966 - Championne du monde de poursuite - Championne britannique de poursuite - 1967 - Championne britannique de poursuite - 3e du championnat du monde de poursuite | - 1968 - Championne britannique de poursuite - 2e du championnat du monde de poursuite - 1970 - Championne britannique de poursuite - 3e du championnat du monde de poursuite - 1971 - Championne britannique de poursuite - 1972 - Championne britannique de poursuite - 1973 - Championne britannique de poursuite - 3e du championnat du monde de poursuite - 1974 - Championne britannique de poursuite - 1975 - 3e du championnat du monde de poursuite - 1977 - 3e du championnat britannique de poursuite |

## Distinctions et records

### Distinctions
- Membre de l'Empire britannique : 1964
- Officier de l'Empire britannique : 1968
- British Cycling Hall of Fame : 2009 (membre inaugural)
- Bidlake Memorial Prize : 1959, 1960 et 1967
- Meilleure cycliste britannique : 1959 à 1977 sans interruption

### Records
- Record du monde masculin des 12 heures : battu en 1967 avec 277,25 miles (soit 443,600 km, à la moyenne de 37 km/h ; en 1959, elle avait déjà accompli 250,37 miles en 12 heures)
- Détentrice du record du monde des 3 km départ arrêté : 1964, battu à deux reprises (en poursuite nationale - 4 min 14,90 s)
- Détentrice du record du monde des 20 km
  - meilleures performances mondiales féminines des :
  - 25 miles en 1976 : 53 min 21 s
  - 50 miles en 1976 : 1 heure 51 min 30 s
  - 100 miles en 1968 : 3 heures 55 min 05 s